# Patricia Morison
Patricia Morison (New York, 19 de março de 1915 – Los Angeles, 20 de maio de 2018) foi uma atriz norte-americana. Fez sua estreia no cinema em 1939, após vários anos no palco. Durante seu tempo como atriz foi elogiada por sua beleza, seus olhos azuis e longos cabelos escuros.
Ela ficou mais conhecida no teatro por ter estrelado a peça Kiss me, Kate, em 1948. No cinema, a atriz teve destaque em filmes como Melodia Fatal e Tarzan e a Caçadora.
Morreu em 20 de maio de 2018, aos 103 anos de idade.